# Passionsmusik nach dem Lukasevangelium
Die Passionsmusik nach dem Lukasevangelium (kurz: Lukaspassion) (RMWV 9) ist ein Chorwerk von Rudolf Mauersberger nach Worten der Bibel und des Gesangbuchs für zwei getrennt aufgestellte Chöre. Es ist die erste abendfüllende Komposition Mauersbergers für Chor a cappella. Im Gegensatz zu anderen Großwerken, wie dem Dresdner Requiem, verändert er sie später nicht wesentlich. Die Passionsmusik entstand innerhalb von zwölf Tagen, das Autograph stammt vom 22. Januar 1947. Anders als Mauersbergers Dresdner Te Deum erfuhr die Lukaspassion positive Aufnahme.

## Geschichte
Das Werk wurde am 1. April 1947 in der Herz-Jesu-Kirche in Dresden uraufgeführt. Im Jahr 1959 schuf Mauersberger eine gekürzte Fassung, bei der Choräle und Textabschnitte reduziert wurden. Diese wurde in der Dresdner Kreuzkirche aufgeführt. So konnte das Werk während der Kreuzchorvesper mit Orgelstück, Gemeindegesang, Lesung, Gebet und Segen aufgeführt werden. Matthias Herrmann nimmt an, dass Mauersberger die gestrichenen Teile für den dramatischen Fortgang der Passionsgeschichte hemmend erschienen.
Mauersberger sah sein Werk als „Vorschlag zur Belebung der evangelischen Liturgie“.

## Musikalische Umsetzung und Aufbau
Die Lukaspassion ist eine durchkomponierte motettische Chorpassion, wie sie im protestantischen Bereich im 16. und 17. Jahrhundert bei Joachim a Burck, Leonhard Lechner und später bei Johann Christoph Demantius zu finden ist. Anders als diese besetzt Mauersberger die Turbae mit dem Hauptchor, die Christus-Worte trägt ein Altarchor vor.

### Einsatz der Chöre
Zwei getrennt stehende gemischte Chöre führen die Passionsmusik auf. Der größere, vier- bis achtstimmige Hauptchor trägt den Passionsbericht sowie die Choräle vor. Er ist auf der Orgel- beziehungsweise Chorempore aufgestellt. Die Christus-Worte, die Bach in seinen Passionen dem Bass als Vox Christi (Stimme Christi) anvertraute, übernimmt ein vier- bis sechsstimmiger Altarchor. Er trägt liturgische Gewänder in der Tradition der Kurrendemäntel. Der Altarchor zieht zu den Klängen des Eingangschorales, der vom Hauptchor vorgetragen wird, ein.

### Textauswahl
Mauersberger unterteilte das Werk in drei Abschnitte. Teil I (Lukas 22, 39-71 ) erzählt die Gefangennahme Jesus in Gethsemane, die Verleugnung durch Petrus und die erste Befragung durch den Hohen Rat. Teil II (Lukas 23, 1-32 ) beginnt mit dem Verhör durch Pontius Pilatus und führt über Jesus’ Verurteilung zum Gang nach Golgota. Teil III (Lukas 23, 33-56 ) beschreibt Kreuzigung, Tod und Grablege. Eine „befriedigende Erklärung“, warum Mauersberger auf wichtige Teile der Passionsgeschichte wie Verrat des Judas, letztes Abendmahl und Prophezeiung der Verleugnung durch Petrus verzichtet, gibt es nicht. Matthias Grün vermutet, dass es Mauersberger nur um die mit der Nacht am Ölberg beginnende Leidenszeit geht.

### Musikalische Anlage
Das dramatische Passionsgeschehen wird spannungsvoll in den Hauptchor gelegt. Choräle und Christus-Worte sind homophon und gleichmäßig gehalten.
Die Christus-Worte wirken durch einfache Harmonik und cantable Stimmführung schwebend. Als Vortragsbezeichnung überwiegt bei ihnen pianissimo. In den Christus-Worten ist im Sprachrhythmus jeder Silbe ein Ton zugeordnet.
Die Choräle sind in konventioneller Satzweise vertont und häufig mit der Angabe sehr weich überschrieben. Mauersberger nutzt bei den Chorälen die bereits von Bach genutzte Kontrafaktur. So wird zum Beispiel eine Melodie Johann Crügers auf Lieder von Johann Heermann oder Christian Fürchtegott Gellert übertragen. Die Choräle bieten Ruhepunkte und gliedern den Handlungsverlauf.

### Struktur
Der Aufbau folgt dem Rudolf-Mauersberger-Werke-Verzeichnis.
| RMWV 9                     | Textanfang                                            | Chor                 | Informationen | Kurzfassung |
| -------------------------- | ----------------------------------------------------- | -------------------- | --- | ----------- |
| Zum Eingang                |                                                       |                      | |             |
| 1                          | O hilf, Christe, Gottes Sohn                          | Hauptchor            | Eingangschor Text: Michael Weiße (1531) aus: Christus, der uns selig macht (EG 77, Strophe 8)                                                                        | ja          |
| Teil I                     |                                                       |                      | |             |
| Jesus in Gethsemane        |                                                       |                      | |             |
| 2                          | Und er ging hinaus nach seiner Gewohnheit             | Hauptchor, Altarchor | | ja          |
| 3                          | Laß ich beizeit mein Haus bestellen                   | Hauptchor            | Choral, bearbeitet Text: Aemilie Juliane von Schwarzburg-Rudolstadt (1686) aus: Wer weiß, wie nahe mir mein Ende (EG 530, Strophe 4)                                 |             |
| 4                          | Es erscheint ihm aber ein Engel                       | Hauptchor, Altarchor | | ja          |
| 5                          | Mache dich, mein Geist, bereit                        | Hauptchor            | Choral, bearbeitet Text: Johann Burchard Freystein (1695) aus dem gleichnamigen Lied (EG 387, Strophe 1)                                                             |             |
| Die Gefangennahme          |                                                       |                      | |             |
| 6                          | Da er aber noch redete                                | Hauptchor, Altarchor | | ja          |
| 7                          | Da aber sahen, die um ihn waren                       | Hauptchor, Altarchor | neugefasst im Mai 1947 | ja          |
| 8                          | Jesus aber sprach zu den Hohepriestern                | Hauptchor, Altarchor | | ja          |
| Die Verleugnung des Petrus |                                                       |                      | |             |
| 9                          | Sie griffen ihn aber                                  | Hauptchor            | | ja          |
| 10                         | Jesu, lehr bedenken mich                              | Hauptchor            | Choral, bearbeitet Text: Sigmund von Birken (1663), Melodie: Melchior Vulpius (1609) aus: Jesu, deine Passion (EG 88, Strophe 4)                                     |             |
| Die Verspottung Jesu       |                                                       |                      | |             |
| 11                         | Die Männer aber, die Jesum hielten                    | Hauptchor            | neugefasst im Mai 1947 | ja          |
| 12                         | Du edles Angesichte                                   | Hauptchor            | Choral, bearbeitet Text: Paul Gerhardt (1656), Melodie: Hans Leo Haßler (1601) aus: O Haupt voll Blut und Wunden (EG 85, Strophe 2)                                  |             |
| Jesus vorm Hohen Rat       |                                                       |                      | |             |
| 13                         | Und als es Tag ward                                   | Hauptchor, Altarchor | neugefasst im Mai 1947 | ja          |
| 14                         | Christe, du Lamm Gottes                               | Hauptchor            | Choral, bearbeitet Melodie: Martin Luther (1528) aus dem gleichnamigen Lied (EG 190.2)                                                                               | ja          |
| Teil II                    |                                                       |                      | |             |
| 15                         | Seh ich dein Kreuz den Klugen dieser Erde             | Hauptchor            | Choral, bearbeitet Text: Christian Fürchtegott Gellert (1757), Melodie Johann Crüger (1640) aus: Herr, stärke mich, dein Leiden zu bedenken (EG 91, Strophe 5)       | ja          |
| Jesus vor Pilatus          |                                                       |                      | |             |
| 16                         | Und der ganze Haufe stand auf                         | Hauptchor, Altarchor | | ja          |
| 17                         | Da aber Pilatus Galiläa hörete                        | Hauptchor            | |             |
| 18                         | Pilatus aber rief die Hohepriester                    | Hauptchor            | | ja          |
| 19                         | Und als sie ihn hinführeten                           | Hauptchor            | | ja          |
| 20                         | Gib auch, Jesu, dass ich gern dir das Kreuz nachtrage | Hauptchor            | Choral, bearbeitet Text: Sigmund von Birken (1663), Melodie: Melchior Vulpius (1609) aus: Jesu, deine Passion (EG 88, Strophe 6)                                     |             |
| Auf dem Wege nach Golgatha |                                                       |                      | |             |
| 21                         | Es folgten ihm aber nach einer großer Haufe Volks     | Hauptchor, Altarchor | | ja          |
| 22                         | Ein Lämmlein geht und trägt die Schuld                | Hauptchor            | Choral, bearbeitet Text: Paul Gerhardt (1647), Melodie: Wolfgang Dachstein (1525) aus dem gleichnamigen Lied (EG 83, Strophe 1)                                      |             |
| Teil III                   |                                                       |                      | |             |
| Die Kreuzigung             |                                                       |                      | |             |
| 23                         | Und als sie kamen an die Stätte                       | Hauptchor, Altarchor | | ja          |
| 24                         | Ich kanns mit meinen Sinnen nicht erreichen           | Hauptchor            | Choral, bearbeitet Text: Johann Heermann (1630), Melodie Johann Crüger (1640) aus: Herzliebster Jesu, was hast du verbrochen (EG 81, Strophe 8)                      |             |
| 25                         | Und sie teileten seine Kleider                        | Hauptchor            | | ja          |
| 26                         | O Welt, sieh hier dein Leben                          | Hauptchor            | Choral, bearbeitet Text: Paul Gerhardt (1647), Melodie: Heinrich Isaac (15. Jh.) aus dem gleichnamigen Lied (EG 84, Strophe 1)                                       |             |
| 27                         | Und die Obersten samt ihnen spotteten sein            | Hauptchor            | | ja          |
| 28                         | Deine Füße will ich halten                            | Hauptchor            | Choral, bearbeitet Text: Paul Gerhardt (1647), Melodie: Loys Bourgeois (1551) (=Freu dich sehr, o meine Seele [EG 524]) aus: Sei mir tausendmal gegrüßet (Strophe 5) |             |
| Jesus und die Übeltäter    |                                                       |                      | |             |
| 29                         | Aber der Übeltäter einer                              | Hauptchor, Altarchor | | ja          |
| 30                         | Nun, ich kann nicht viel geben                        | Hauptchor            | Choral, bearbeitet Text: Paul Gerhardt (1647), Melodie: Heinrich Isaac (15. Jh.) aus: O Welt, sieh hier dein Leben (EG 84, Strophe 8)                                |             |
| Die Todesstunde            |                                                       |                      | |             |
| 31                         | Und es war um die sechste Stunde                      | Hauptchor, Altarchor | | ja          |
| 32                         | Mach’s mit mir, Gott, nach deiner Güt                 | Hauptchor            | Choral, bearbeitet Text: Johann Hermann Schein (1628), Melodie: Bartholomäus Gesius (1605) aus dem gleichnamigen Lied (EG 525, Strophe 1)                            | ja          |
| Die Grablegung             |                                                       |                      | |             |
| 33                         | Da aber der Hauptmann sahe                            | Hauptchor            | | ja          |
| 34                         | O Traurigkeit! O Herzeleid!                           | Altarchor            | Choral (Text: bearbeitet Text: Friedrich Spee (1628) aus dem gleichnamigen Lied (EG 80, Strophe 1); auch in der Ostermette des Dresdner Kreuzchores (RMWV 74/4)      | ja          |
| Der Sabbat                 |                                                       |                      | |             |
| 35                         | Und es war Rüsttag                                    | Hauptchor            | | ja          |
| Beschluss                  |                                                       |                      | |             |
| 36                         | Treuer Heiland, habe Dank für dein bittres Leiden     | Hauptchor, Altarchor | wie Eingangschor Text nach Joachim Weickmann (? – 1736) | ja          |